# 高岡俊広
高岡 俊広（たかおか としひろ）は、日本の子役。

## 出演

### テレビドラマ
- 「1・2・3と4・5・ロク」（1988年4月22日 - 1989年4月14日、フジテレビ）
- 連続テレビ小説「純ちゃんの応援歌」第12話 - 第33話・第35話 - 第65話・第149話（1988年10月15日  - 12月16日・1989年3月30日、NHK） - 小野（林）雄太（幼少期） 役[1]
- 「部長刑事」第1603話（1989年7月29日、テレビ朝日）
- 「新・部長刑事 アーバンポリス24」（テレビ朝日）
  - 第1話「遊撃班、誕生」（1990年2月10日）
  - 「消えたガミ長」
  - 「罠にはまった強盗」
  - 「夜の紙ヒコーキ」
  - 「六月の恋」
  - 「月光」
- 「わんぱく天使」第15話（1990年7月20日、フジテレビ） - 野口明 役
- 「料理少年Kタロー」（1991年4月12日 - 12月27日、フジテレビ）
- 「少女探偵事件ファイル」第2話（1992年1月19日、フジテレビ）
- 「胸さわぎの15才」第11話（1992年12月11日、フジテレビ）
- 「学校の怪談」第6話（1994年2月18日、フジテレビ）